# Norkodeina
Norkodeina – organiczny związek chemiczny, metabolit kodeiny po N-demetylacji. Ma niewielkie działanie opioidowe, jednak jest objęty Jednolitą konwencją o środkach odurzających z 1961 roku (wykaz II, jego preparat także w wykazie III). W Ustawie o przeciwdziałaniu narkomanii jest w grupie II-N, a jego preparat w grupie III-N (o złagodzonej kontroli).